# 日本特務機關
特務機關（日语：／ Tokumukikan */?），指1945年之前日本军队在占领地或拟占领地设置的特殊軍事組織，负责情报收集、交涉、渗透、諜報、宣撫、策反、政务工作，镇压占領地域的反乱作戰、作戰地域的社会清查組織。
特务机关还有另外一种含义：日军中担负军队（军团、师团、团）、官庁（陆军省、参谋本部、教育总监部）、学校（如陆军士官学校、陆军中野学校等）以外的组织单位，如驻在武官、元帥府、侍從武官府、軍事參議院、将校生徒試験委員等。
特务机关一般下设政务课、经济课、治安课、情报课、特高课等；或设立総務班・情報班・特務班・軍事班・宣伝班・政治班。

## 历史概述
19世纪末至20世纪初日本军部对华特务活动中,曾出现过驻华公使馆附武官青木宣纯（陆士旧3）的「青木机关」和坂西利八郎（陆士2）的「坂西机关」。日俄战争中，驻瑞典武官明石元二郎大佐的“明石机关”。日本陆军资料最早出现的“特务机关长”官职是1906年8月至1910年11月长春特务机关长守田利远（陆士旧8）。主持编撰三卷本《満州地誌》。 
俄国爆发十月革命后，1918年日本决定出兵干涉俄国革命，占领了远东地区、外贝加尔，最远驻兵至鄂木斯克。日本占领军面临「如何解决第一线部队遇到的纯作战以外的各种复杂问题」，主要是防止基层官兵被赤化。根据鄂木斯克机构长高柳保太郎陆军少将的建议,军部于1919年2月决定将军事间谍机关正式命名为「特务机关」，原则上归西伯利亚派遣军司令官统辖,在军参谋长指挥下开展业务，其任务规定为「统帅范围以外的军事外交和收集情报」。
1919年秋,日军经过整顿确定以下特务机关,既海参崴、尼科尔斯克、伯力、布拉戈维申斯克、赤塔、伊尔库次克、鄂木斯克、哈尔滨。1922年10月撤军，日本特务机关仅剩在北满的哈尔滨、满洲里和黑河。
1932年8月至1936年3月关东军设特务部，参谋长小矶国昭、西尾寿造先后兼部长。 

## 哈尔滨特务机关
1917年2月西伯利亚出兵前，关东都督府陆军部附黑泽准（陆士10）中佐设立哈尔滨特务机关，以对俄国情报间谍工作为主。统辖伊尔库茨克，海参崴、亚历山大エフカ塞、满洲里、齐齐哈尔等驻在的情报军官集团。特务机关曾转隶于浦盐派遣军，之后归属关东军司令部第2课。1940年改编为关东军情报部，特务机构长成为关东军情报部长，机关长柳田元三少将转任部长，继任部长土居明夫是著名对苏情报专家。其他驻满洲特务机关、支部改编隶属于关东军情报部。 1945年8月关东军情报部下属单位除奉天、黑河、佳木斯、承德、牡丹江支部外改编为关东军第1~3特别警备队。 

### 關東軍情報部
- 關東軍情報部（哈尔滨）
  - 間島支部（原为延吉支部）
    - 琿春出張所

  - 黑河支部
  - 熱河支部
  - 通化支部
  - 佳木斯支部
  - 興安支部
  - 東安支部
  - 海拉尔支部
    - 满洲里出張所： 干涉苏俄期间建立满洲里特务机关，依田四郎（陆士15）曾任机关长，后来的甲级战犯桥本欣五郎大尉1923年8月-1927年9月任机关员。
    - 三河出張所

  - 豐原支部
  - 奉天支部：1912年1月19日设奉天特务机关，首任机关长高山公通（陆士旧11）大佐，另一说“1920年日本在奉天设置了特务机关，任命贵志弥次郎为机关长”[1]。奉天特务机关一直存在至日本战败。 
    - 大連出張所

  - 牡丹江支部
    - 綏芬河出張所

  - 齐齐哈尔支部（昭和9年被废止，昭和20年2月左右复活）

## 驻蒙军特务机关
1938年1月4日《大陆命第39号》限定关东军作战地域是东四省，7月驻蒙兵团改制为驻蒙军，编入华北方面军序列，张家口、大同、绥远/厚和、化德等特务机关隶属驻蒙军。驻蒙军司令部所在地的张家口特务机关居各特务机关之首，1939年3月张家口特务机关改组为兴亚院蒙疆联络部，机关长酒井隆改任部长。 

## 华北特务机关
1937年8月日军组建华北方面军，天津特务机关长喜多诚一少将转任华北方面军特务部长。1939年3月华北方面军特务部改组为兴亚院华北联络部，长官喜多诚一。1941年4月撤销兴亚院华北联络部，恢复华北方面军特务部建制，设治大东亚省北平驻在公使

## 华东特务机关
日军第13军作战地域内设：
- 上海特务机关
- 南京特务机关
- 苏州特务机关
- 杭州特务机关
- 蚌埠特务机关
- 徐州特务机关：1942年1月增设

## 华中特务机关
日军第11军作战地域内设立：
- 汉口特务机关
- 南昌特务机关

## 华南特务机关
日军第23军特务部下设：
- 广东（广州）特务机关
- 澳门特务机关

## 中国派遣军下属专项特务机关
- 兰机关：1938年3月至1939年5月桂南作战期间设立，和知鹰二，工作对象为桂系。
- 梅机关：1939年4月至1940年4月设立，影佐禎昭（日语：影佐禎昭）。工作对象为汪兆铭，整合统一南京、北平、张家口三个亲日政权为汪精卫国民政府。
- 竹机关：1938年6月至1940年4月设立，大迫通贞、川本芳太郎。工作对象为北平上层人士。
- 菊机关：1939年4月至9月，汕头驻在武官 山本募。工作对象为东南亚华侨
- 桐机关：1939年11月至1941年3月设立。香港驻在武官铃木卓尔。中国派遣军情报课长今井武夫开展对重庆谈判。

## 日本海军设立的驻各地的特务部
1937年12月设中国方面舰队司令部上海临时海军特务部，1938年4月军令部情报部长野村直邦少将调任上海临时海军特务部长兼梁鸿志政权附海军武官、上海在勤武官。1940年被兴亚院华中联络部取代。
- 上海海军特别陆战队特务部
- 上海方面特别根据地队特务部
- 扬子江方面特别根据地队（第一遣支舰队）：设汉口临时海军特务部，1939年3月改为汉口海军特务部。
- 青岛方面特别根据地队（原第三遣支舰队）：华北海军特务部，代理部长须贺彦次郎驻北平。部员柴田弥一郎任青岛特务部长。1940年华北海军特务部撤销，北平在勤海军武官担任该职能。柴田弥一郎任兴亚院华北联络部青岛出张所长。
- 第二遣支舰队（香港特别根据地队）：1938年第5舰队在广州设华南海军特务部，1939年第5舰队改称第二遣支舰队，1942年第二遣支舰队、广东根据地队移驻香港。
- 厦门方面特别根据地队：1938年5月海军攻占厦门，设第3根据地队/厦门方面特别根据地队，隶属第二遣支舰队。兴亚院厦门联络部由海军独掌，撤销后业务移厦门在勤海军武官，陆军保留有厦门特务机关。
- 海南警备府特务部：1939年2月第5舰队攻占榆林。1939年11月第5舰队情报部改为海南岛特务部。1941年4月改为海南警备府特务部，警备府参谋长井上保雄兼任特务部长。

## 關聯項目
- 露西亜通信社
- 甘粕正彦、川島芳子、土肥原賢二
- 河豚计划
- 陸軍中野学校
- 善隣協会 - 西北研究所- 興亜義塾
- 東機関 - 須磨弥吉郎
- 梅機關 - 影佐禎昭（日语：影佐禎昭）
- 情报机构、工作機関
- 馬賊
- 英印軍
- 满洲人脉
- 谷豊